# Morra (meer)
De Morra (Fries en officieel: De Morra) is een meer in het zuidwesten van de provincie Friesland (Nederland), gelegen tussen de dorpen Warns, Molkwerum, Koudum en Hemelum.
Het meer is, net als de Fluessen, ontstaan tijdens de Saalien Glaciaal. Het meer ontstond nadat het ijs tussen de stuwwallen van Warns, Koudum en Gaasterland zich terugtrok.